# Warcraft 2: The Dark Saga
Warcraft 2: The Dark Saga is een computerspel voor het platform Sega Saturn. Het spel werd uitgebracht in 1997. 